# Grammonus thielei
Grammonus thielei är en fiskart som beskrevs av Nielsen och Cohen 2004. Grammonus thielei ingår i släktet Grammonus och familjen Bythitidae. Inga underarter finns listade i Catalogue of Life.